# Trình quản lý tải xuống

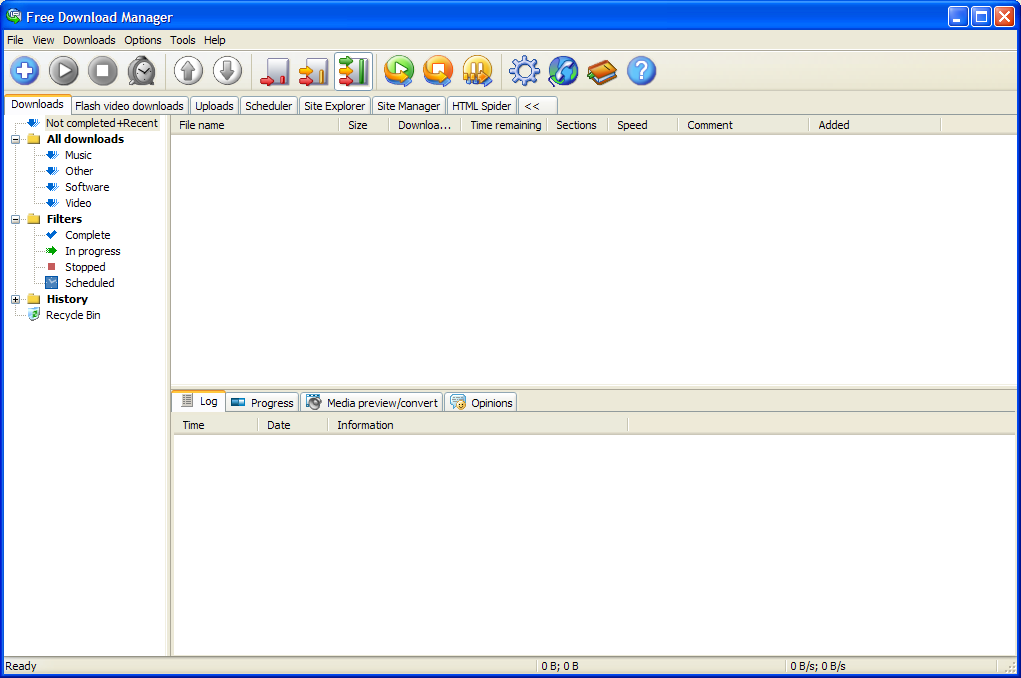
Một trình quản lý tải xuống trên Windows XP

Trình quản lý tải xuống là một chương trình máy tính cho nhiệm vụ tải xuống (và đôi khi là tải lên) các tập tin đơn lẻ từ (hoặc lên) Internet để lưu trữ. Một vài chương trình quản lý tải xuống có tính năng tăng tốc độ truyền dữ liệu bằng cách tải song song từ nhiều nguồn cùng một lúc. Trình quản lý có thể hoạt động như một chương trình độc lập, hay phối hợp như là 1 tính năng của trình duyệt web (Firefox,Internet Explorer), trình cài đặt hay trình quản lý cập nhật (Trình quản lý cập nhật của Google hay Adobe).

## Tính năng
Trình quản lý tải xuống thông thường bao gồm một hoặc nhiều tính năng sau:
- Tạm dừng việc tải xuống các tập tin lớn.
- Tiếp tục tải các tập tin đã tạm dừng hoặc bị hỏng (đặc biệt là các tập tin lớn).
- Tải tập tin trên các kết nối yếu.
- Tự động tải nhiều tập tin từ một trang tùy theo các quy luật đơn giản (kiểu tập tin, tập tin được cập nhật, vv. - xem thêm Duyệt web ngoại tuyến).
- Tự động dò các tập tin để tải (tạo bản sao).
- Tải theo lịch biểu (bao gồm tự động ngắt kết nối và tắt máy).
- Tìm kiếm các trang ánh xạ, và tạo nhiều kết nối để tải xuống cùng một tập tin nhanh hơn (tải xuống nhiều phần).
- Sử dụng băng thông theo biến số.
- Tự động tạo thư mục con.